# 长肢苗条猛水蚤
长肢苗条猛水蚤（学名：Parastenocaris longipoda）为苗条猛水蚤科苗条猛水蚤属的动物，是中国的特有物种。分布于广东等地，主要栖息于江河中。